# Teresa Brewer
Teresa Brewer, geboren als Theresa Veronica Breuer (Toledo, 7 mei 1931 - New Rochelle, 17 oktober 2007), was een Amerikaanse zangeres. In de jaren 50 was zij een van de meest populaire zangeressen in de Verenigde Staten en zij heeft meer dan 600 liedjes opgenomen.

## Levensloop
Brewer werd geboren in Toledo en was de oudste van 5 kinderen.
Reeds op de 2-jarige leeftijd speelde zij in het radioprogramma Uncle August's Kiddie Show. Van haar vijfde tot haar twaalfde zong zij liedjes in het radioprogramma Major Bowes Amateur Hour. Op 12-jarige leeftijd stopte zij met zingen om zich op haar schoolwerk te richten.
Op 16-jarige leeftijd won Brewer een talentenjacht en ging naar New York, waar zij in radioprogramma's zoals Stairway to the Stars verscheen en optrad in nachtclubs.
In 1949 huwde Teresa Brewer William Monahan. Het echtpaar kreeg vier dochters en scheidde in 1972.
Teresa Brewer kreeg in 1949 een platencontract aangeboden bij London Records en haar eerste single, Copenhagen, verscheen in datzelfde jaar. Verrassend genoeg werd de B-kant, Music! Music! Music!, een zeer grote hit. Het verkocht meer dan een miljoen exemplaren en behaalde de nummer-1 positie op de Billboard Hot 100 in 1950.
Teresa Brewer scoorde nog een aantal grote hits, waaronder Till I Waltz Again With You, Ricochet en Let Me Go, Lover! Ook speelde zij in een aantal Hollywoodfilms. Haar populariteit in de Verenigde Staten verminderde echter in de jaren 60 en hoewel zij nog vele singles en albums zou opnemen, werden het geen hits. In Australië floreerde haar carrière voor korte periode in de jaren 60 echter.
In de jaren 80 en 90 maakte Brewer een aantal jazz platen, en nam liedjes op met onder andere Count Basie en Duke Ellington.
Teresa Brewer overleed in 2007 aan de gevolgen van een spierziekte.

## Top 10 hits in de Verenigde Staten
- Music! Music! Music! (nr. 1) (1950)
- Till I Waltz Again With You (nr. 1) (1952)
- Ricochet (nr. 2) (1953)
- Jilted (nr. 6) (1954)
- Let Me Go, Lover! (nr. 6) (1954)
- A Tear Fell (nr. 5) (1956)
- A Sweet Old Fashioned Girl (nr. 7) (1956)
- You Send Me (nr. 8) (1957)

- Biblioteca Nacional de España: XX1751626
- Bibliothèque nationale de France: cb139416465 (data)
- Gemeinsame Normdatei: 134633954
- International Standard Name Identifier: 0000 0001 1758 4151
- Library of Congress Control Number: n83021222
- MusicBrainz: 9775a551-e2b9-4989-838a-ffdb2175cd62
- Nationale Bibliotheek van Tsjechië: xx0154990
- Nationale Bibliotheek van Israël: 987007342239805171
- Nederlandse Thesaurus van Auteursnamen: 096565810
- SNAC: w61593h7
- Virtual International Authority File: 37106598
- WorldCat: E39PBJkdkYrcjDxJJxTqxxg9Xd